# Hartwig Derenbourg

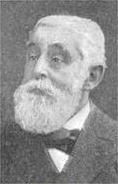
Hartwig Derenbourg.

Hartwig Derenbourg. född 17 juni 1844, död 12 april 1908, var en fransk orientalist. Han var son till Joseph Derenbourg.
Derenbourg blev 1879 professor i arabiska vid École spéciale des langues orientales viantes och 1885 vid École des hautes études, där han även blev professor i islamitisk religionsvetenskap. Tillsammans med fadern utarbetade han det fjärde bandet av Corpus insciptionum semiticarum och fortsatte efter faderns död utgivandet av Saadja ben Josefs verk. Bland Derenbourgs övriga verk märks La composition du Coran  (1869), Le livre Sibawaihi (2 band, 1881-89), Les manuscrits arabes de l'Escurial (2 band, 1884-1903), Ousâma ibn Mounkidh, un émir syrien (3 band, 1886-93) och Les monuments sabéens et himjarites du Louvre (1885).